# Zinowiewia pallida
Zinowiewia pallida är en benvedsväxtart som beskrevs av Lundell. Zinowiewia pallida ingår i släktet Zinowiewia och familjen Celastraceae. Inga underarter finns listade.